# هیروئه اوکا
هیروئه اوکا (انگلیسی: Hiroe Oka؛ زادهٔ ۸ ژوئن ۱۹۷۱) صداپیشه، و بازیگر اهل ژاپن است.